# Thladiantha
Thladiantha là một chi thực vật có hoa trong họ Cucurbitaceae.

## Loài
Chi Thladiantha gồm các loài: